# Bhogi, Shikarpur
Bhogi là một làng thuộc tehsil Shikarpur, huyện Shimoga, bang Karnataka, Ấn Độ.